# Pontaubert
Pontaubert – miejscowość i gmina we Francji, w regionie Burgundia-Franche-Comté, w departamencie Yonne.
Według danych na rok 1990 gminę zamieszkiwało 336 osób, a gęstość zaludnienia wynosiła 86 osób/km² (wśród 2044 gmin Burgundii Pontaubert plasuje się na 581. miejscu pod względem liczby ludności, natomiast pod względem powierzchni na miejscu 1292.).